# Скотт (округ Браун, Вісконсин)
Скотт (англ. Scott) — місто (англ. town) в США, в окрузі Браун штату Вісконсин. Населення — 3636 осіб (2020).

## Демографія
Згідно з переписом 2010 року, у місті мешкало 3545 осіб у 1337 домогосподарствах у складі 1038 родин. Було 1475 помешкань
Расовий склад населення:
| - 96,2 % — білих - 1,0 % — азіатів - 0,6 % — чорних або афроамериканців - 0,5 % — корінних американців - 0,1 % — вихідців з тихоокеанських островів |

До двох чи більше рас належало 1,1 %. Частка іспаномовних становила 1,2 % від усіх жителів.
За віковим діапазоном населення розподілялося таким чином: 24,9 % — особи молодші 18 років, 62,8 % — особи у віці 18—64 років, 12,3 % — особи у віці 65 років та старші. Медіана віку мешканця становила 42,1 року. На 100 осіб жіночої статі у місті припадало 100,4 чоловіків;  на 100 жінок у віці від 18 років та старших — 101,9 чоловіків також старших 18 років.
Середній дохід на одне домашнє господарство  становив 83 415 доларів США (медіана — 76 283), а середній дохід на одну сім'ю — 93 220 доларів (медіана — 85 000). Медіана доходів становила 53 654 долари для чоловіків та 44 333 долари для жінок. За межею бідності перебувало 7,1 % осіб, у тому числі 15,9 % дітей у віці до 18 років та 4,8 % осіб у віці 65 років та старших.
Цивільне працевлаштоване населення становило 1956 осіб. Основні галузі зайнятості: освіта, охорона здоров'я та соціальна допомога — 21,6 %, виробництво — 19,3 %, транспорт — 12,8 %, роздрібна торгівля — 11,1 %.